# 今村明恒
今村明恒（1870年6月14日—1948年1月1日），日本地震學家。

## 生平
今村明恆生於鹿兒島市，是薩摩藩士今村明清的三子。今村明恆畢業於東京帝國大學並留校任職。1896年明治三陸地震發生後，今村明恆於1899年提出該地震中侵襲本州島三陸海岸的海嘯是因為海面下海洋地殼的變動所造成。1905年今村明恆發表文章，表示在未來50年內東京和周圍關東地方將會發生巨大地震，並造成超過10萬人死亡，因此主張採取預防措施；但此說法遭到另一位地震學家大森房吉批評造成人心不安。不過，今村明恆所擔心的狀況在1923年成為事實，關東大地震摧毀東京和鄰近的關東地方，超過10萬人死亡。1939年今村明恆任職於東京大學地震觀測站時著手對中國東漢科學家張衡製作的候風地動儀進行復原工作。

## 相關文學作品
- 『関東大震災を予知した二人の男 ─大森房吉と今村明恒』上山明博  著、産経新聞出版、2013年
- 『関東大震災』 （页面存档备份，存于）吉村昭  著、文藝春秋、1973年

## 延伸閱讀
- 島村英紀「地震予知の語り部・今村明恒の悲劇」、『武蔵野学院大学日本総合研究所研究紀要』第7輯、2010年3月発行、101-111頁。
- 山下文男『君子未然に防ぐ--地震予知の先駆者今村明恒の生涯』東北大学出版会、2002年。ISBN 978-4925085571
- 日本の地震予知研究史ー先駆者今村明恒と当時の地震学ー（页面存档备份，存于）西澤修、地質ニュース494号、p.43-59、1995年10月

## 外部連結
- 『関東大震災を予知した二人の男 ─大森房吉と今村明恒』鼎談書評「文藝春秋」第91巻第13号（2013年12月発行）411-413頁
- 「主要参考文献」上山明博『関東大震災を予知した二人の男 ─大森房吉と今村明恒』産経新聞出版、2013年、262-263頁
- 「今村明恒」 - 田中舘愛橘記念科学館
- 「今村明恒」作家別作品リスト（页面存档备份，存于）（青空文庫）
- 島村英紀のホームページ
  - 地震予知の語り部・今村明恒の悲劇（页面存档备份，存于）
  - 今村明恒の関東地震後から二ヶ月の日記（页面存档备份，存于）